# Trichophyton concentricum
Trichophyton concentricum är en svampart som beskrevs av R. Blanch. 1895. Trichophyton concentricum ingår i släktet Trichophyton och familjen Arthrodermataceae.   Inga underarter finns listade i Catalogue of Life.